# Désiré-Adrien Gréa
Pour les articles homonymes, voir Gréa.
Désiré-Adrien Gréa était un avocat français né le 13 janvier 1787 à Lons-le-Saulnier (Jura) et mort le 1er avril 1863 à Lons-Le-Saulnier 

## Biographie
Il deviendra à partir de 1828 député du Jura sous Louis-Philippe Ier, puis membre de l’Assemblée nationale, il est l'ami de Jacques Charles Dupont de l'Eure. Il commença sa carrière politique en siégeant dans l'opposition constitutionnelle, apparaissant par la suite comme membre de l'opposition libérale, il fut élu en 1848 représentant du Jura à l'Assemblée nationale constituante. Prenant place à droite, il fit partie du comité des travaux publics et vota pour le bannissement de la famille d'Orléans et contre l'amendement Grévy. 
Désiré-Adrien Gréa est le père de Marie-Étienne-Adrien Gréa dit Dom Gréa, ecclésiastique français de la fin du XIXe siècle.

## Sources
- « Désiré-Adrien Gréa », dans Adolphe Robert et Gaston Cougny, Dictionnaire des parlementaires français, Edgar Bourloton, 1889-1891 [détail de l’édition]